# Cyclura cornuta
Iguane rhinocéros
Espèce
Synonymes
- Lacerta cornuta Bonnaterre, 1789
- Cyclura nigerrima Cope, 1885
- Cyclura onchiopsis Cope, 1885
- Cyclura stejnegeri Barbour & Noble, 1916

Statut de conservation UICN

 EN  : En danger
Statut CITES
Cyclura cornuta, l'Iguane rhinocéros, est une espèce de sauriens de la famille des Iguanidae, que l'on trouve principalement sur l'île d'Hispaniola que se partage Haïti et la République dominicaine, ainsi que sur quelques îlots avoisinants. C'est un iguane massif, qui mesure entre 60 et 136 cm de long, et dont la coloration varie du gris métal au vert foncé en passant par le brun. Il se caractérise notamment par la présence de petites cornes osseuses sur sa gueule, à qui il doit son nom vernaculaire, mais également son nom latin cornuta. Cet iguane est essentiellement herbivore, se nourrissant de feuilles, de fleurs et de fruits de différentes plantes. Il est plus précoce que les autres iguanes du genre Cyclura, atteignant la maturité entre 4 et 5 ans pour les mâles et 2 à 3 ans pour les femelles. Les accouplements ont lieu au mois de mai, puis les femelles pondent en moyenne 17 œufs qui incubent durant environ 85 jours. L'Iguane rhinocéros est en déclin à l'état sauvage, menacé par la présence de prédateurs introduits sur l'île comme les chiens, les chats ou les mangoustes. Il fait donc l'objet de plusieurs programmes de sauvegarde. Par contre il est couramment élevé en captivité et est de ce fait l'iguane du genre Cyclura le mieux représenté dans le monde.

## Anatomie et morphologie

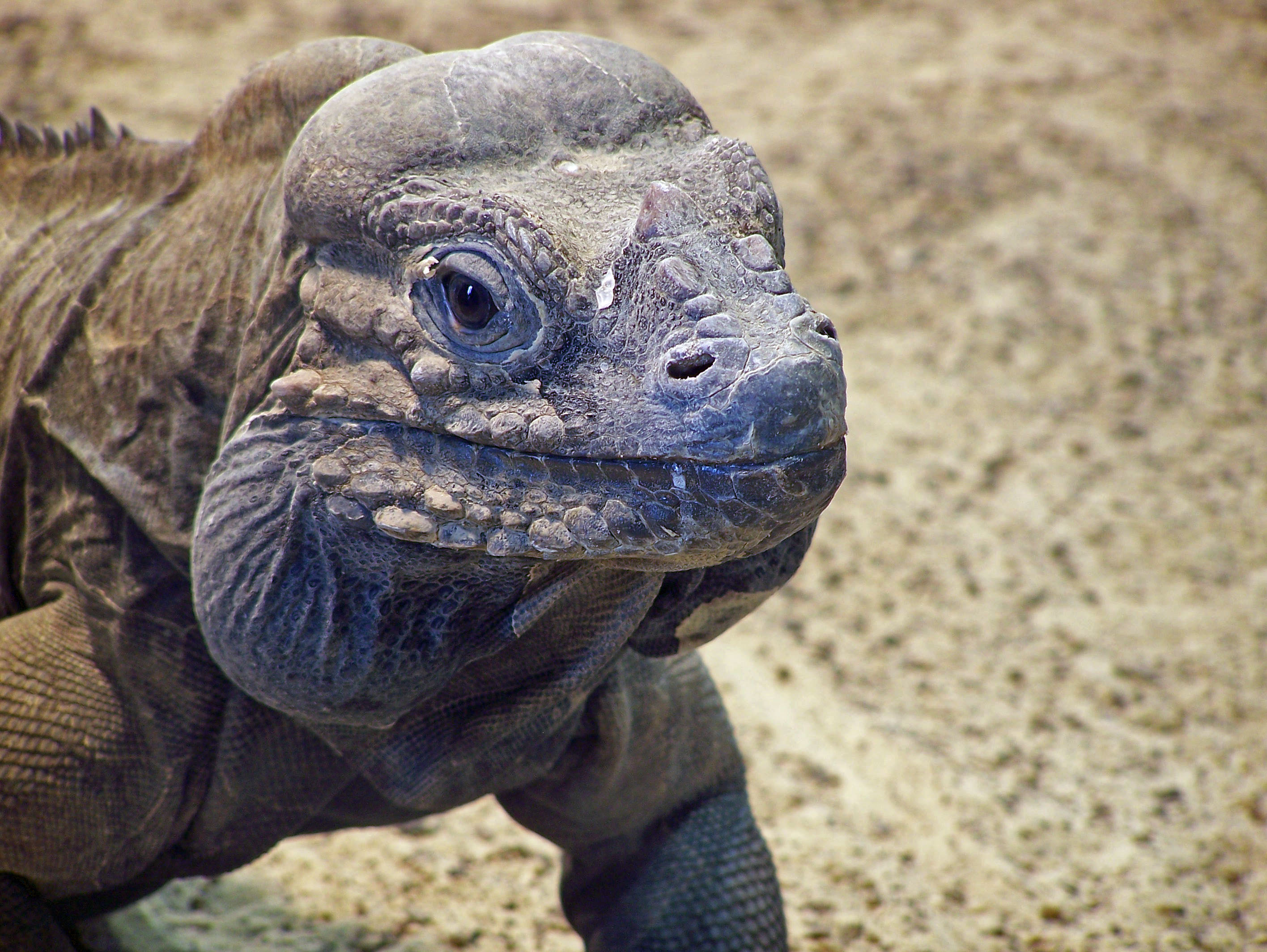
Cyclura cornuta femelle

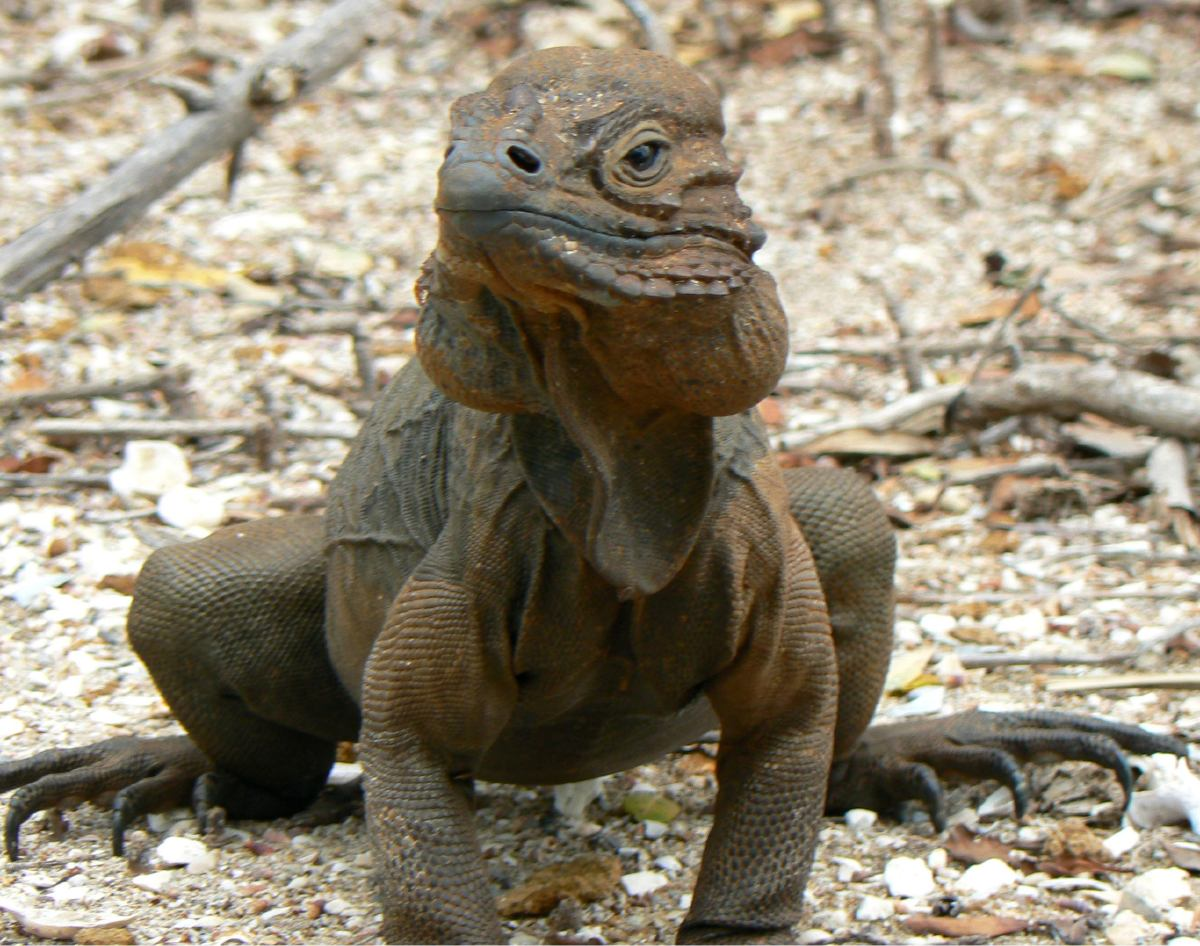
Cyclura cornuta de République dominicaine

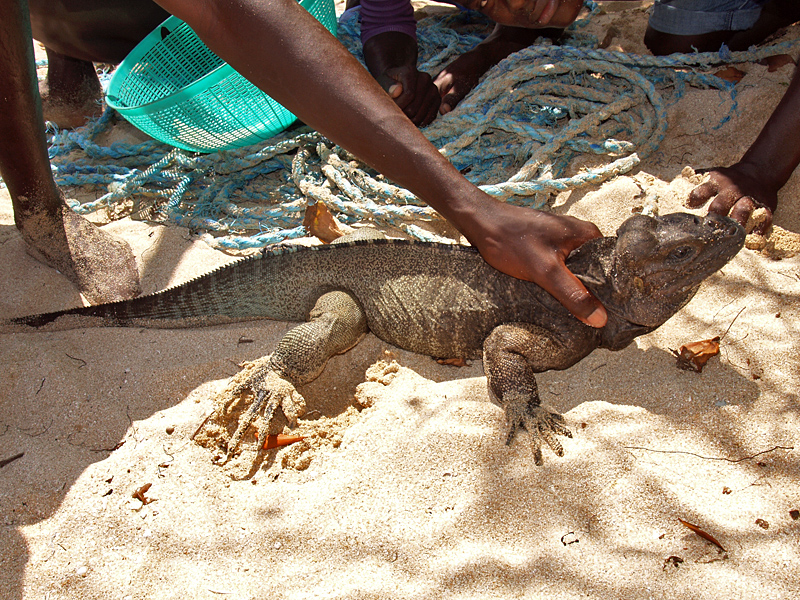
Cyclura cornuta à Limbé à Haïti

Cet iguane a un corps massif, avec une forte tête et des pattes puissantes. Il présente une crête de la tête à la queue. Il est de couleur uniformément grise à brune, une couleur sombre qui facilite vraisemblablement son camouflage. La plupart des adultes pèsent entre 4,56 et 9 kg, et ils peuvent atteindre une longueur totale de 122 cm, la queue représentant la moitié de cette longueur.
L'Iguane rhinocéros se caractérise par la présence de tubercules osseux proéminents sur sa gueule qui ressemblent à des cornes. Thomas Wiewandt, qui a passé une longue période à étudier Cyclura cornuta stejnegeri sur l'île de Mona, suggère que ces cornes, tout comme les épines latérales, fonctionnent comme une armure de protection contre les rochers aiguisés, ou pour protéger les mâles et les aider à s'échapper lorsqu'ils se battent entre eux,. Les mâles possèdent une masse adipeuse en forme de casque dans la région occipitale, et un grand fanon. Cette espèce, comme les autres membres du genre Cyclura, présente un dimorphisme sexuel assez marqué. Les mâles sont en effet plus grands que les femelles, ont des épines dorsales plus grandes et présentent des pores fémoraux plus marqués sur leurs cuisses, qui sont utilisés pour relâcher des phéromones,.

## Écologie et comportement

### Comportement
L'Iguane terrestre est un animal poïkilotherme, qui est principalement actif de jour, et passe une partie de sa journée à se réchauffer au soleil pour assurer sa thermorégulation. La nuit il se retire dans une grotte, un tronc d'arbre creux, un terrier ou une crevasse dans les rochers. C'est par ailleurs un animal très territorial. Les mâles dominants défendent un territoire où l'on trouve une ou plusieurs femelles contre les autres mâles. Comme les autres espèces d'iguanes Cyclura, les animaux de cette espèce communiquent entre eux essentiellement par des hochements de tête, et c'est par ce type de mouvements que les mâles cherchent à intimider leurs congénères, ou attirer les femelles. Ils utilisent également ce type de mouvements de tête face à des prédateurs.

### Alimentation

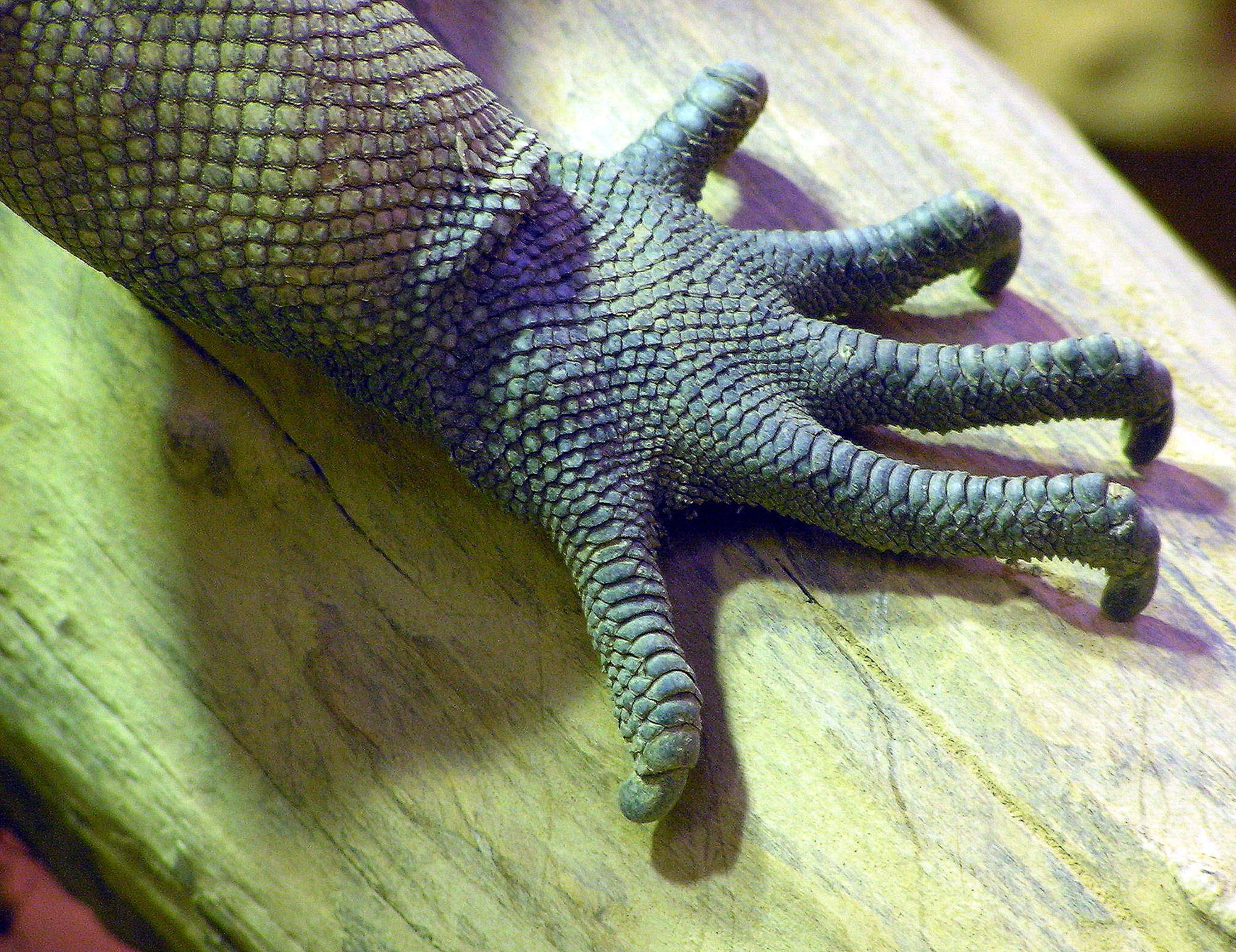
Griffes d'un Iguane rhinocéros au zoo de Bristol.

L'Iguane rhinocéros, comme la plupart des espèces de Cyclura, est principalement herbivore, consommant des feuilles, des fleurs, des baies et des fruits issus de différentes espèces de plantes. Une étude menée en 2000 par le docteur Allison Alberts au zoo de San Diego a révélé que ces animaux participent à la dissémination des graines de plusieurs plantes, et que les graines qui sont passées par leur tractus digestif germent plus rapidement que les autres,. Ces graines contenues dans les fruits consommés par les iguanes ont un réel avantage adaptatif puisqu'elles germent avant la fin de la très courte saison des pluies. L'Iguane rhinocéros représente également un très bon moyen de dissémination de ces graines, notamment lorsque les femelles migrent vers les sites de nidification et, en tant que plus grand herbivore dans leur écosystème insulaire, ils sont essentiels pour maintenir un équilibre entre le climat et la végétation. L'Iguane rhinocéros est un carnivore opportuniste, plusieurs individus ayant été observés mangeant de petits lézards, des serpents et des insectes.
Comme les autres lézards herbivores, l'Iguane rhinocéros doit faire face à un problème d'osmorégulation : la matière végétale contient plus de potassium et moins d'éléments nutritionnels en proportion que de la viande, et les animaux doivent donc en consommer de plus grandes quantités pour satisfaire leurs besoins métaboliques. À la différence de ceux des mammifères, les reins des reptiles ne peuvent pas concentrer leur urine pour préserver l'eau corporelle. À la place les reptiles excrètent à travers leur cloaque de l'acide urique toxique. Dans le cas de l'Iguane rhinocéros, qui consomme beaucoup de végétaux, l'excès d'ions salés est excrété via une glande à sel de la même manière que les oiseaux.

### Cycle de vie
Les Iguanes rhinocéros mâles, à la différence des autres espèces de Cyclura, atteignent leur maturité sexuelle dès l'âge de 4 à 5 ans. Les femelles deviennent quant à elles matures à 2 ou 3 ans. Les mâles sont territoriaux et les plus agressifs ont les territoires les plus étendus. Ils peuvent s'accoupler avec plusieurs femelles. La période d'accouplement a lieu au début ou juste avant la première saison des pluies (mai à juin) et s'étend durant 2 à 3 semaines,. Les femelles pondent entre 2 et 34 œufs, la ponte moyenne étant de 17 œufs, 40 jours après l'accouplement, dans des terriers creusés à une profondeur de 1 m. Elles gardent leurs nids plusieurs jours après avoir pondu, et l'incubation dure environ 85 jours. On a remarqué que les œufs de cette espèce font partie des plus grands œufs de lézard au monde. Ils mesurent 64,4-73,3 mm × 43,4-46,9 mm et pèsent en moyenne 78 g (entre 72,9 et 83,2). La période de nidification correspond pour cette espèce à la saison des pluies. De cette manière, les risques de dessiccation des œufs sont limités, et les jeunes ont toutes les chances de trouver de la nourriture en abondance, notamment des fruits.
La longévité de ces animaux en captivité est d'une vingtaine d'années.

## Distribution et habitat
On rencontre l'Iguane rhinocéros à Hispaniola (à Haïti comme en République dominicaine) et dans les îles avoisinantes et sur l'île de Mona à Porto Rico. Les populations de cet iguane sont stables uniquement à Isla Beata et à l'extrémité de la péninsule de Barahona dans le parc national de Jaragua,. Une sous-espèce vivait auparavant sur l'île de la Navasse, mais elle semble aujourd'hui disparue. Il y a des populations moyennement denses dans le sud-est d’Haïti et les îles situées au large, en incluant le lac d'eau salé d'étang Saumâtre. Les populations d’Haïti sont encore plus menacées du fait de la déforestation et des activités humaines. En général, les iguanes vivent plus volontiers, même s'ils ne se limitent pas à ces habitats, dans les forêts buissonnantes, les forêts sèches xériques, les habitats rocheux de calcaire sur les terrasses côtières et dans les plaines de l'île principale, et sur plusieurs îles et cayes au large d'Haïti dans une variété d'habitats subtropicaux,.
L'Iguane rhinocéros est une espèce diurne qui vit principalement dans les zones rocheuses avec peu de végétation,. Bien qu'il puisse fuir très rapidement, lorsqu'il est attaqué ou menacé il attaque agressivement son adversaire en le mordant et le fouettant avec sa queue, notamment lorsqu'il est acculé.

## Taxinomie
L'Iguane rhinocéros est une espèce de lézard appartenant au genre Cyclura.  Le nom du genre Cyclura, dont le nom vient de l'ancien grec cyclos (κύκλος) signifiant « circulaire » et ourá (οὐρά) signifiant « queue », fait allusion aux larges anneaux bien visibles sur la queue de tous les représentants de ce genre. L'épithète spécifique cornuta est la forme féminine de l'adjectif latin cornutus, signifiant « cornu » et qui fait référence aux protubérances cornues situées sur la gueule des mâles de cette espèce. L'espèce a été identifiée pour la première fois par Pierre Joseph Bonnaterre en 1789,.
En plus de la sous-espèce type (Cyclura cornuta cornuta) que l'on rencontre à Hispaniola, on rencontre deux autres sous-espèces d'Iguane rhinocéros, Cyclura cornuta stejnegeri et Cyclura cornuta onchiopsis, bien que l'on pense que cette dernière sous-espèce ait disparu à l'état sauvage,.
Voici la liste des sous-espèces selon The Reptile Database (5 octobre 2015) :
- Cyclura cornuta cornuta (Bonnaterre, 1789) d'Hispaniola ;
- Cyclura cornuta onchiopsis Cope, 1885 de la Navasse éteinte[21] ;
- Cyclura cornuta stejnegeri Barbour & Noble, 1916 de Mona.

Ces sous-espèces sont considérées comme des espèces par Powell et l'UICN,.

## Relations avec l'Homme

### Statut de sauvegarde

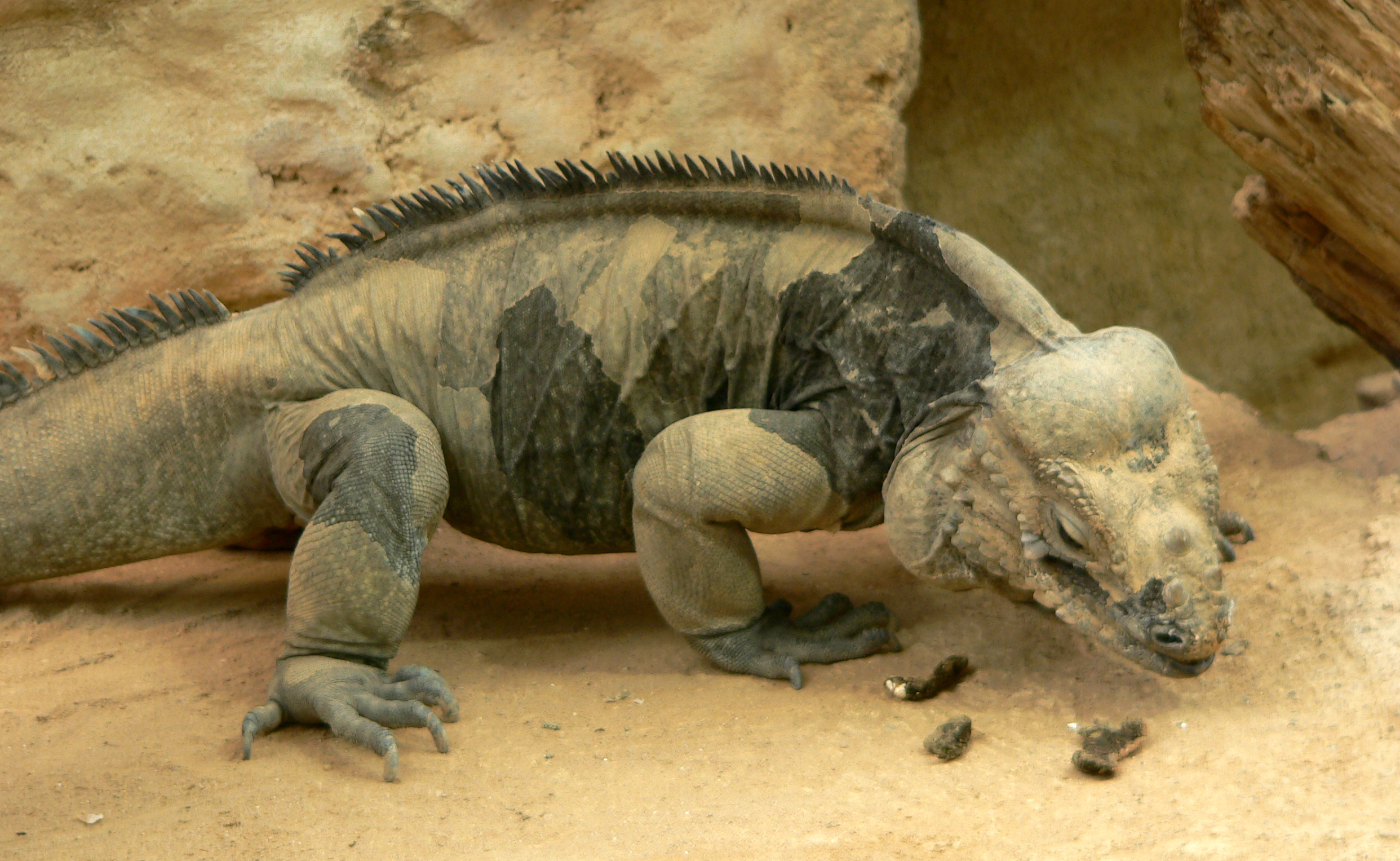
Iguane rhinocéros au zoo de Francfort.

Bien que l'Iguane rhinocéros soit l'espèce de Cyclura la plus courante en captivité, il ne reste plus que 10 000 à 16 000 individus à l'état sauvage. L'espèce est de ce fait classée comme étant vulnérable, tandis que la sous-espèce de l'île de Mona est considérée comme menacée. Même si cette espèce est par ailleurs très courante en captivité, elle demeure considérée par le CITES (Convention on International Trade in Endangered Species) comme un animal protégé. En République dominicaine, la plupart des populations vivent dans des aires naturelles protégées, et les animaux jouissent d'une protection convenable, mais la situation est différente à Haïti, pays plus pauvre où la consommation de viande d'iguane reste courante et importante pour les habitants des zones rurales, où il n'y a pas réellement d'aires protégées et où les accords du CITES sont mal appliqués.
Un programme d'élevage visant à relâcher des animaux dans la nature a fonctionné dans le Parque Zoológico Nacional of the Dominican Republic (ZooDom) entre 1974 et 1994, avec en moyenne 100 jeunes iguanes naissant tous les ans. Les jeunes issus de ce programme d'élevage ont été lâchés dans plusieurs zones protégées du sud-ouest de la République dominicaine de façon à estomper les effets négatifs de la prédation par les serpents et les animaux introduits comme les chats et les mangoustes. Le programme a été stoppé en 1995, à la suite d'un changement d'administration du zoo. Depuis 2009, une réintroduction de l'Iguane rhinocéros sur la péninsule de Samana est projetée par une association communautaire de l'île : Iguanario de los Tocones.

### Menaces
L'Iguane rhinocéros est principalement menacé par la disparition de son habitat, principalement liée aux activités humaines. En effet, l'exploitation de bois pour le chauffage, la production de charbon, l'agriculture, le pâturage par le bétail et les carrières de calcaire représentent autant de raisons pour lesquelles l'habitat de cet iguane s'amenuise. Par ailleurs, dans les régions de forêts sèches qu'affectionne cet animal, l'économie est souvent pauvre et l'exploitation de la forêt pour le charbon et le bois de chauffage représente une source de revenu primordial pour la population. En République dominicaine on estime qu'environ 35 % de l'habitat de cet iguane a d'ores et déjà disparu, et qu'environ 75 % de ce qu'il reste est perturbé par les activités humaines.
Parmi les autres menaces qui planent sur l'espèce, on note la prédation des animaux introduits comme les chiens, les chats, les mangoustes et les cochons, qui s'attaquent aux adultes, aux jeunes mais consomment également les œufs. Ces animaux présentent notamment un danger pour la sous-espèce de l'île de Mona, qui est également inquiétée par les chèvres qui détruisent les nids, ou par le tourisme croissant sur cette île. Par ailleurs, ces animaux sont chassés par l'Homme pour leur viande ou pour le marché des animaux de compagnie, notamment à Haïti. Enfin, on a récemment décelé une maladie causant la cécité chez cette espèce, et qui pourrait affecter sa capacité à se nourrir, et qui représente donc un nouveau danger.

### Élevage en captivité

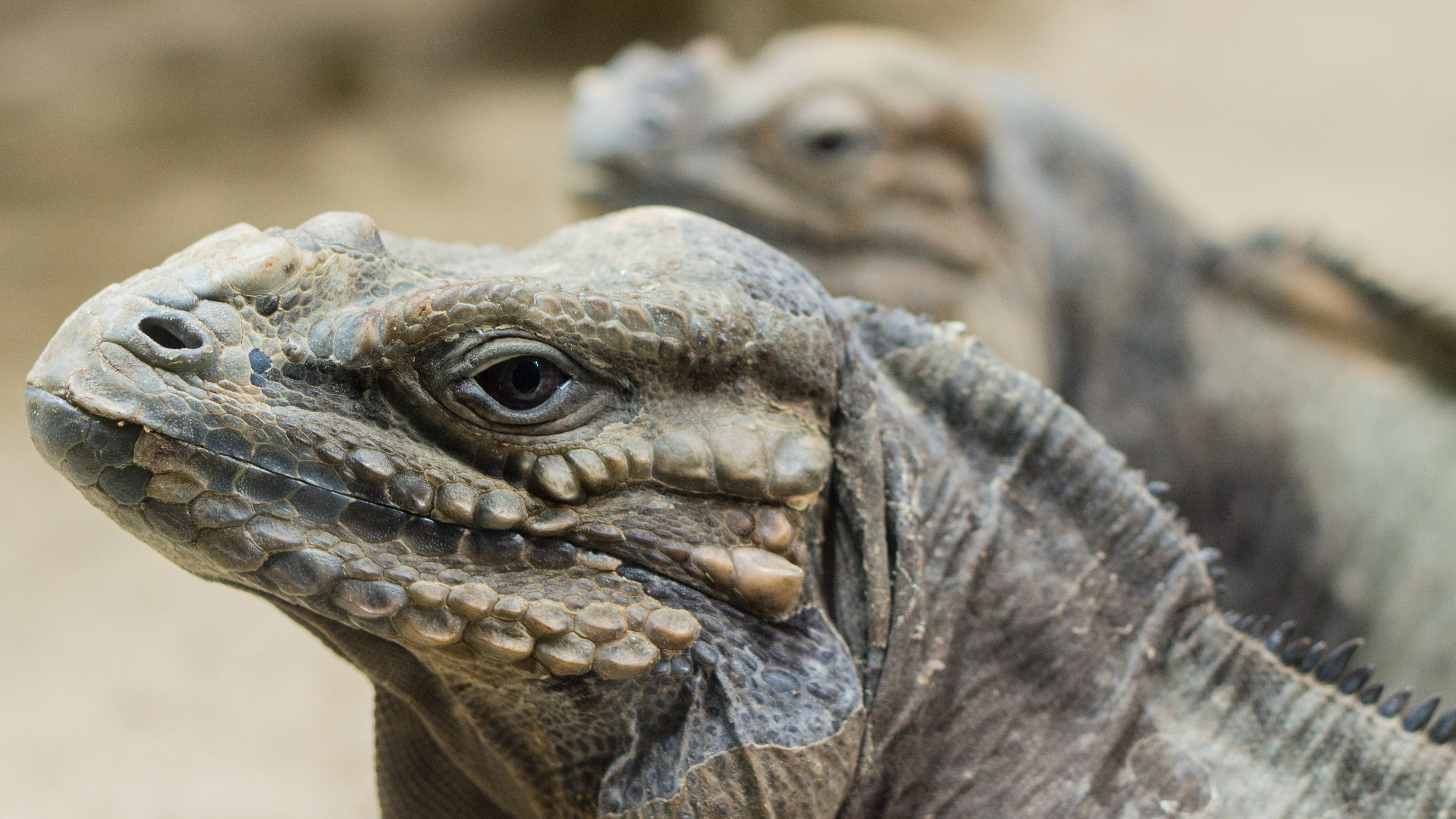
Iguanes rhinocéros au zoo de Schönbrunn à Vienne.

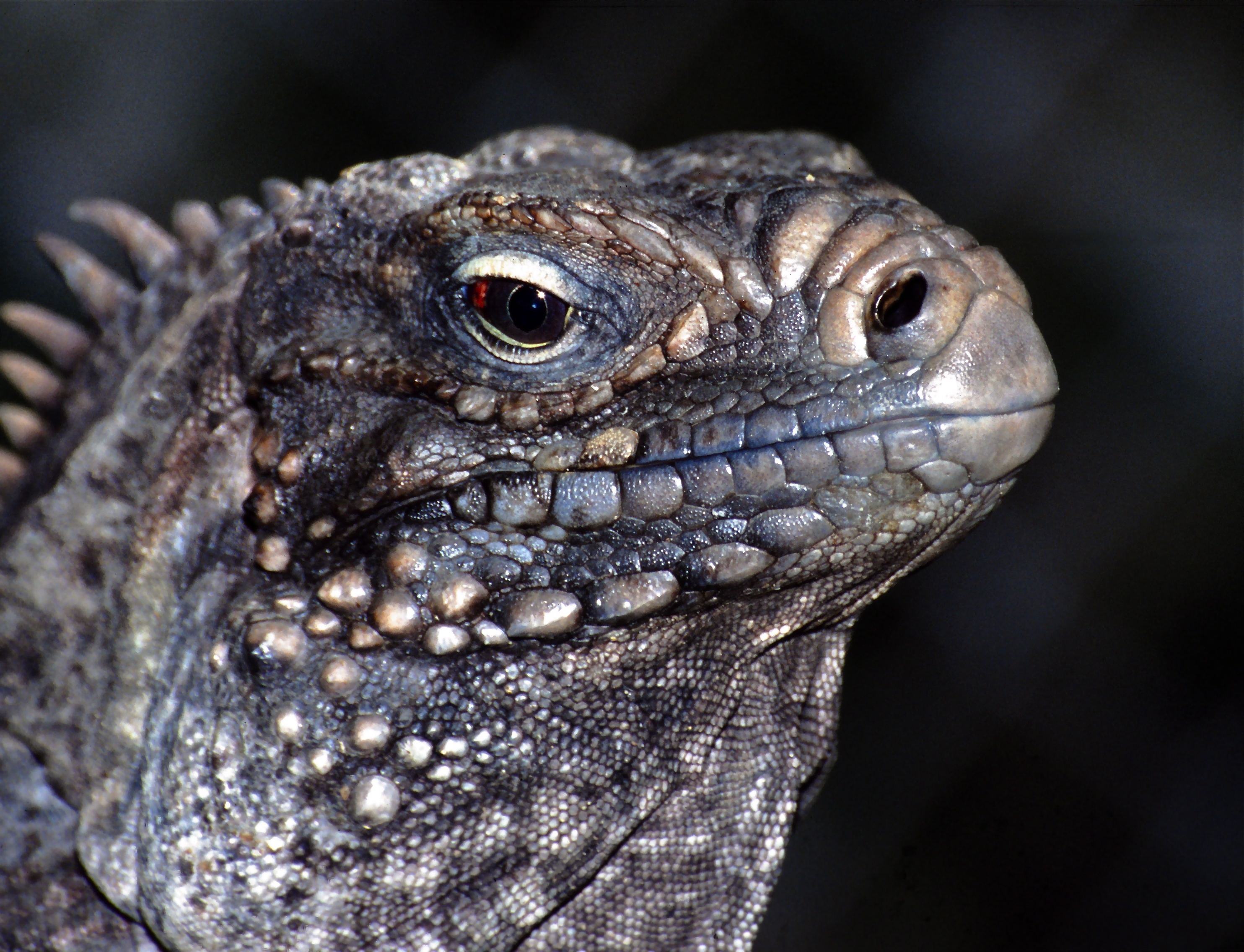
Iguane rhinocéros au zoo de Bangkok.

L'Iguane rhinocéros est élevé en captivité, que ce soit dans les parcs publics ou dans les collections privées. Ainsi on recense 393 236 individus détenus en captivité aux États-Unis au sein entre autres de 20 institutions zoologiques, auxquels il faut ajouter 533 animaux de sous-espèces non-identifiées reportées par sept institutions de l'Association des zoos et des aquariums. Ce nombre pourrait être plus élevé en prenant en compte les animaux des zoos européens et asiatiques et ceux détenus dans des collections privées. De ce fait, la demande pour des animaux capturés dans la nature est très peu importante pour approvisionner les parcs zoologiques,.

## Publications originales
- Barbour & Noble, 1916 : A revision of the lizards of the genus Cyclura. Bulletin of The Museum of Comparative Zoology, vol. 60, no 4, p. 139-164 (texte intégral).
- Bonnaterre, 1789 : Tableau encyclopédique et méthodique des trois règnes de la nature, Erpétologie.
- Cope, 1885 : The large iguanas of the Greater Antilles. American Naturalist, vol. 19, p. 1005-1006 (texte intégral).